# Dingley (Northamptonshire)
Dingley est une paroisse civile et un village du Northamptonshire, en Angleterre.